# Sundhedsadfærd
Sundhedsadfærd er den adfærd, der har en indvirkning på dit helbred. Et eksempel er træning og motion, som kan være med til at give dig et godt helbred. Eller dårlige vaner som rygning eller alkoholmisbrug, som over tid skader dit helbred. Vores sundhedsadfærd afspejler ofte vores impulskontrol og vores selvdisciplin. Ofte er den mest sunde adfærd ikke det som giver os mest komfort eller nydelse på kort sigt. Dette afspejler sig også i den sammenhæng man ser mellem høj selvkontrol (f.eks. lang uddannelse) og lang levealder. 
Ekesempler på helbredsadfærd: Kostvaner, motionsvaner, kropslig hygiejne, brug af stimulanser, søvnhygiejne.

## Eksterne kilder og henvisninger
- Sundhedsadfærd Arkiveret 29. juli 2014 hos  Wayback Machine på begrebsbasen.sst.dk